# Synagoge (Delme, Moselle)

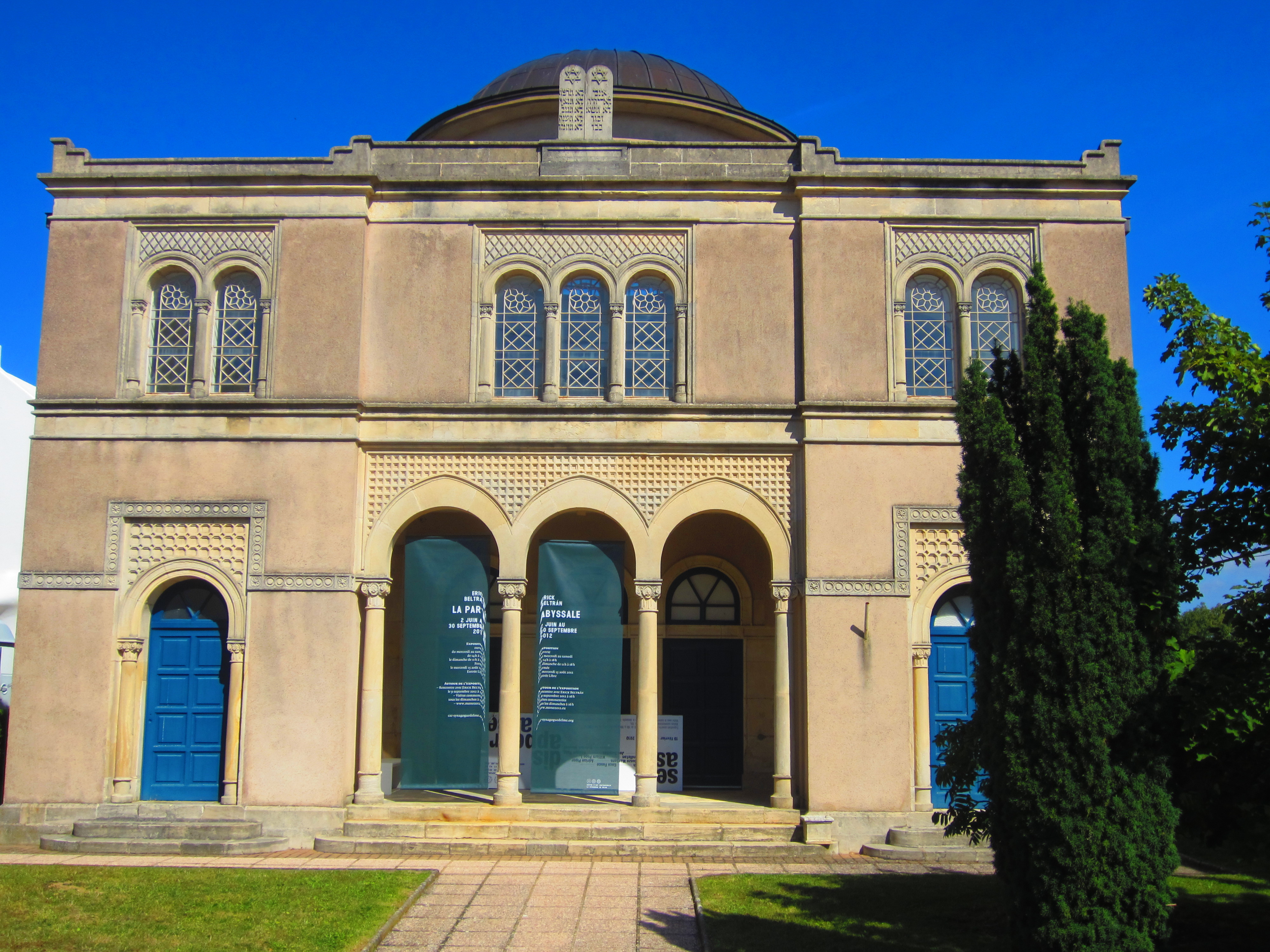
Synagoge in Delme

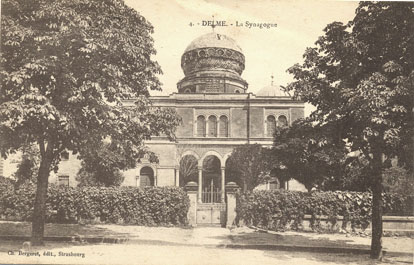
Ansichtskarte mit der Synagoge, vor 1940

Die Synagoge in Delme, einer Gemeinde im Département Moselle in der französischen Region Lothringen, wurde von 1878 bis 1880 errichtet. Die profanierte Synagoge an der Rue Raymond-Poincaré Nr. 31 ist seit 1984 als Monument historique klassifiziert. Sie wird heute für Ausstellungen genutzt.

## Geschichte und Beschreibung
Die Hälfte der Baukosten wurde von der jüdischen Gemeinde und die andere Hälfte vom Bezirkspräsidium Lothringen bzw. von der politischen Gemeinde Delme finanziert. Die Synagoge im maurischen Stil besitzt eine Zentralkuppel, die an allen Seiten von Halbkuppeln umgeben war. Relativ kleine Fenster gaben nur wenig Licht dem Innenraum.
Die deutschen Besatzer im Zweiten Weltkrieg sprengten das Synagogengebäude in die Luft. 1946 wurde die Synagoge in einfacher Form wiederaufgebaut. Da seit 1981 keine Gottesdienste mehr in der Synagoge stattfanden, wurde sie von der Gemeinde Delme gekauft und renoviert. Das Centre d'Art Contemporain - La Synagoge de Delme (Zentrum für zeitgenössische Kunst – Die Synagoge von Delme) veranstaltet Ausstellungen und Events zu moderner Kunst, oft mit Bezug zur jüdischen Kultur. Außerdem bietet es jungen Künstlern Gelegenheit, einige Wochen hier zu arbeiten und ihre Werke vorzustellen. Auch für Kinder und Jugendliche gibt es Einführungen in die moderne Kunst. Es wird von der Stadt, der Region und dem Staat unterstützt.